# The Good Son (альбом)
The Good Son — шостий студійний альбом гурту Nick Cave and the Bad Seeds, представлений 17 квітня 1990 року під лейблом Mute Records.
Після двох сумних та болісних альбомів Your Funeral... My Trial (1986) та Tender Prey (1988), The Good Son став значним відступом зі позитивнішим і загалом піднесеним звучанням. Зміну настрою, в основному, спричинило те, що співак Нік Кейв закохався у бразильську журналістку Вівіані Карнейро, а також проходженням реабілітації від наркотиків, яка виправила багато проблем, відображених у попередніх двох альбомах.
Пізніше Кейв сказав: "Я вважаю, що The Good Son є відображенням того, як я почувався на початку перебування в Бразилії. Я почував себе там досить щасливо. Я був закоханий і перший рік чи два були гарними. Проблема, яку я виявив, полягала в тому, що «щоб вижити, вам потрібно прийняти їхнє ставлення до всього, яке є дещо обмеженими».

## Список пісень
| #     | Назва              | Тривалість |
| ----- | ------------------ | ---------- |
| 1.    | «Foi Na Cruz»      | 5:39       |
| 2.    | «The Good Son»     | 6:01       |
| 3.    | «Sorrow's Child»   | 4:36       |
| 4.    | «The Weeping Song» | 4:21       |
| 5.    | «The Ship Song»    | 5:14       |
| 6.    | «The Hammer Song»  | 4:16       |
| 7.    | «Lament»           | 4:51       |
| 8.    | «The Witness Song» | 5:57       |
| 9.    | «Lucy»             | 4:17       |
| 45:12 |                    |            |

## Учасники запису
Nick Cave and the Bad Seeds
- Нік Кейв — вокал, фортепіано, орган Гаммонда, губна гармошка
- Мік Гарві — бас-гітара, акустична гітара, вібрафон, ударні, вокали на задньому плані; всі гітари («The Hammer Song»)
- Блікса Баргельд — гітара, вокали на задньому плані, вокал («The Weeping Song»)
- Кід Конго Пауерс — гітара
- Томас Відлер — ударні, перкусія

Запрошені музиканти
- Роланд Вольф — фортепіано («Lucy»)
- Кловіс Тріндаде, Рубіньйо — вокал («Foi Na Cruz»)
- Александр Рамірес, Альтамір Теа Буено Салінас, Хелена Акіку Імасото, Леа Каліл Саді — скрипка
- Акіра Теразакі, Глауко Масахіро Імасато — альт
- Брауліо Маркес Ліма, Крістіна Манеску — віолончель
- Клаудія Ферреті — координатор струнних і вокальних партій
- Мік Гарві та Біллі МакГі — аранжування струнних партій